# 神探俏娇娃
《神探俏嬌娃》是索尼影視娛樂有限公司發行的一部動作懸疑電視劇，一共28集，任翔執導，瞿穎、吳辰君、林熙蕾、吕国斌主演，在2005年4月4日－2005年5月11日，香港有線衛視新知台獲得播映權。